# PLCB2
1-포스파티딜이노시톨-4,5-비스포스페이트 포스포다이에스터레이스 베타-2(1-Phosphatidylinositol-4,5-bisphosphate phosphodiesterase beta-2)는 인간에서 PLCB2 유전자에 의해 암호화되는 효소이다.

## 기능
이 유전자는 효소 포스포라이페이스 C β2를 암호화한다. 효소는 포스파티딜이노시톨-4,5-비스포스페이트로부터 이노시톨 1,4,5- 트리포스페이트와 다이글리세라이드의 형성을 촉매한다. 이 반응은 칼슘을 보조 인자로 사용하고 많은 세포 외 신호의 세포 내 형질 도입에 중요한 역할을 한다. 이 유전자는 2개의 G단백질 알파 서브 유닛, 알파-q, 알파-11 및 G-베타 감마 서브 유닛에 의해 활성화된다.

## 상호 작용
PLCB2는 MAP2K3, TRPM7과 상호 작용하는 것으로 나타났다.